# 겟어웨이 (2013년 영화)
《겟어웨이》(영어: Getaway)는 2013년에 개봉한 미국의 액션 스릴러 영화이다. 
당초에는 1972년 영화《겟어웨이》를 리메이크할 것으로 알려졌으나 이와 무관한 이야기가 새로 쓰여졌다.

## 줄거리
전 자동차 경주 선수 브렌트는 납치된 아내를 구하기 위해 한 남자가 전화로 내리는 지시들을 그대로 이행해야만 한다. 전화 목소리의 명령에 따라 특별히 개조된 셸비 머스탱 GT500 슈퍼 스네이크를 훔친 브렌트는 그 차의 주인이며 뛰어난 해커인 한 여자애를 보조석에 태우고 위험한 질주를 시작한다.

## 출연진
- 이선 호크 - 브렌트 매그나 역
- 설리나 고메즈 - “더 키드” 역
- 존 보이트 - “더 보이스” 역
- 리베카 버디그 - 리앤 매그나 역
- 폴 프리먼 - 남자 역
- 제임스 매즐로 - 맥스 역